# Splatterhouse (2010年のゲーム)
『Splatterhouse』（スプラッターハウス）は、バンダイナムコゲームスより2010年11月23日に発売されたPlayStation 3・Xbox 360用ゲームソフト。1988年に発売された『スプラッターハウス』のリブート版だが、日本国内では発売されていない。

## 概要
本作は1988年にナムコ（のちのバンダイナムコエンターテインメント）から発売されたホラーアクションゲーム『スプラッターハウス』のリメイク作品。単なるリメイクではなく、原作シリーズの設定を踏まえつつ根本から作り直されたリブート作品である。
元々は米国のゲーム開発会社BottleRocket Entertainmentが開発していたが、2009年にバンダイナムコゲームスの国内開発チームに引き継がれた。その影響で発売日が変更となった。
主人公のリックがヘルマスクの力を借り、さらわれた恋人ジェニファーを救うための戦いに赴く、というプロット自体はオリジナル版と同じだが、映像表現はすべて3Dとなり、より迫力ある3Dアクションゲームとして生まれ変わることになった。
ストーリーはオリジナル版をベースに続編の要素も取り込んだ内容になっており、アーカムシティやミスカトニック大学、ネクロノミコンといった固有名詞が出るように、クトゥルフ神話をより意識したものになっている。
タイトル通りの過激なゴア表現が特徴で、本作が発売された地域全てにおいて最上限のレーティングを与えられている。これに関し、作中でTerror Maskがメタ的にESRBのレーティングがMature（17歳以上）になったのは当然のこと、とほのめかすセリフがある。開発スタッフはESRBが許容するゴア表現の限界を目指したと語っており、身体部位の切断及び欠損、一面が真っ赤に染まるほどの夥しい流血、女性の裸体といった強烈な表現がほぼ全編にわたって存在する。これらはCEROレーティングの最上限であるZ（18才以上のみ対象）であっても規制対象となるため、日本発のシリーズであるにもかかわらず日本版は発売されておらず、今後も予定されていない。
ドイツでは当初本作の発売が予定されていたが、審査機関であるUSKによってそのゴア表現が問題視され、結局は発売を見送られることになった。
本ソフトには『初代（海外版準拠）』、『Part2』、『Part3』が丸ごと収録されており、これらはストーリーを進めるごとにアンロックされていく。
なお、日本のみの発売タイトルであったわんぱくグラフィティは未収録である。
海外レビュアーの評価はやや厳しめとなっている。

## 登場人物
Rick Taylor（リック・テイラー）
主人公。外見は眼鏡をかけたひ弱そうな青年。ミスカトニック大学の学生で、学部は不明だがマヤ文明やアステカ文明についての知識を持っている。写真を撮られる際にはいつも無表情かしかめっ面をしている。恋人であるJenniferに結婚指輪を贈り、プロポーズしようと考えている。Jenniferの同行者としてDr. Westの館を訪れるが、彼が放った怪物に襲われて瀕死の重傷を負った上、Jenniferを連れ去られてしまう。血溜まりの中で息絶えようとする間際に突如現れたTerror Maskと契約を結ぶことで強靭な肉体を得て復活し、Jenniferを救う戦いに身を投じる。Terror Maskを付けたRickは細かった体が極限までビルドアップされて筋骨隆々とした体躯になり、素手で怪物を握り殺す怪力、身体を切断されても即座に再生させる生命力、一時的にパワーアップする能力を得る。圧倒的な力を得たRickは時折破壊と殺戮の衝動に酔いしれるようになるが、Terror Maskはその感情こそがRickの隠された本性と指摘する。
Jennifer Willis（ジェニファー・ウィルス）
Rickの恋人。Rickと同様にミスカトニック大学に在籍している。アーカムシティ在住。写真を撮るのが趣味で、しばしばRickを撮っている。好奇心が旺盛で、学生新聞の取材という名目で以前から様々な噂の絶えなかったDr. Westの館を訪れるが、ある理由によりDr. Westにより連れ去られてしまう。Dr. Westの館の至る所に飾られている肖像画の女性はなぜかJenniferに生き写しだが…。館の各所にはなぜか彼女の写真の切れ端が落ちているが、中には豊かなバストを露わにするなどのセクシーショットもあり、それを探して回ることも本作の楽しみの一つ。余談だが、本作の発売前に宣伝を兼ねて米国の青年誌PLAYBOYにおいて彼女のヌードCGが掲載された。
Terror Mask（テラーマスク）
Dr. Westの館の棺に納められていた仮面。本作における外見は『Part3』のマスクに似ている。Rickはアステカ文明の仮面かと推測したが、Terror Maskの正体は終盤で明らかになる。作中ではかなり饒舌で頻繁にRickに話しかけ、また様々なスラング表現を用いてRickを子供扱いすることも多い。古代の産物でありながらインターネットなどの現代用語についても知っているが、それはRickの精神に同調して記憶を見ることが出来るためとのこと。実はある目的があり、それを果たすために瀕死のRickに力を貸すという契約を結んだ。旧作ではTerror MaskをつけるとRickはスキンヘッドになっていたが、本作では隙間から髪の毛がのぞいており、スキンヘッドにはならない。本編をクリアすると特典として外見が異なったTerror Maskがアンロックされるが、Rickの能力自体は変化しない。このアンロック版Terror MaskはPS3版、Xbox 360版それぞれで外見が異なる。また、ダウンロードコンテンツではさまざまな外見のTerror Maskが配信されているが、ホッケーマスク風のTerror Maskはない。
日本ではヘルマスクとして知られるが、海外版では初代の頃からTerror Maskが正式名称である。
Dr.West（ウエスト博士）
ミスカトニック大学医学部教授。外見は60前後の老人だが、実は魔術により何百年も生きている。かつてはアーカムシティのはずれに妻と共に住んでいたが、ある事件で最愛の妻をウィッカーマンの生贄の儀式で失ってしまい、彼女を蘇らせようとするあまりに悪魔じみた執念に取り憑かれてしまう。彼の妄執は、屋敷を複雑に改築し、その中で人間を含む夥しい数の生き物を使っておぞましい実験を繰り返し、無数の異形の怪物どもを造り出すこととなる。ある理由から、元々Jenniferに興味を持っていた。

## ゲームモード
Story Mode
全10パートで構成されている。ストーリー分岐はなく、一本道である。Eclipse（日蝕）が完成するまでにJenniferを救うのが目的。Phaseの中には簡単ではあるが謎解きを要求される箇所があり、謎解きによって先に進めたり、Jenniferの写真を回収することができる。3Dフィールドのハックスラッシュタイプのアクションだが、中には『初代』と『Part2』を彷彿とさせるサイドスクロール面もあり、その面に到達するとTerror Maskがメタなネタとして「懐かしいな」といった発言をする。基本的にPhaseの最後にはボス戦が控えており、中にはリックの何十倍はあろう巨大なボスも登場する。敵を倒すと経験値に相当するBlood Pointが獲得できる。Blood PointはRickのSkillをアンロックする際に消費する。Skillには体力等のメーターの上限アップ、新アクションやコンボといったものがある。
Survival Arena
いわゆるサバイバル面。全6面が用意されており、登場する敵を全て倒せばクリアとなる。クリア時のタイムに応じてランク付けがされる。6面それぞれにJenniferの写真が落ちており、写真をコンプリートするには全ての面をプレイしなければならない。発売後、いくつかの追加ステージがDLCとして配信された。追加ステージの中には一面真っ白な部屋があり、敵を倒す度に部屋が鮮血で白から朱に染まっていくという視覚的に凄惨な趣向のものもある。

## Rickの主なアクション
3Dのフィールド型になったことに伴い、アクションのバリエーションが過去作と比べて大幅に増えた。
弱攻撃
パンチを繰り出す。威力は弱いが隙が少ない。Skillを解放するにつれてコンボ技が増えていく。強攻撃に繋げることが可能。
強攻撃
攻撃力は高いが、隙が大きい。ボタン押しっ放しで溜めることもできる。溜めて放つと衝撃波が発生する技もある。
掴み技
大きい敵には無効だが、小さい敵なら掴んで投げつけたり、引きちぎって瞬殺することも可能。
武器攻撃
武器によって範囲、威力、隙などが異なる。また、武器自体には耐久値が設定されており、それを超えると壊れてしまう。シリーズお馴染みの木材やショットガンも登場する。
Splatter Kill
弱って赤く光った敵を残虐なアクションで倒すQTE(Quick Time Event)。中にはSplatter Kill自体が不可能な敵も存在する。背景が暗転して画面がアップになり、特定のボタンを押す、スティックを特定の方向に倒すなどの指示が出る。指示を成功させれば固有のアクションが発動して敵にとどめを刺せる。Necro Meterの増加やBlood Pointのボーナスなどの効果が得られる。しかし、失敗すると敵の体力が回復するなどのペナルティがある。倒し方によっては敵の腕や頭をもぎ取ることができ、それを武器にすることも可能。
Splatter Slash
Necro Meterが1ゲージ以上あると放つことが出来る技。腕を刃に変えて前180度を薙ぎ払う。範囲が広く、通常の雑魚であれば一撃で倒すことが可能。攻撃を当てれば体力が若干回復する。
Splatter Smash
Splatter Slashと同じく、Necro Meterが1ゲージ以上あれば放つことが可能。前方向に対して強力な衝撃波を放つ。大型の雑魚に対して有効。攻撃を当てると体力が若干回復する。
Berserker Mode
Necro Meterを消費してパワーアップする技。3ゲージ以上ないと発動できないが、発動後はリックの体が変形し、ほぼ無敵状態となって強力無比な攻撃を繰り出せる。Berserker Modeはゲージがなくなるか任意にパワーアップを解くまで継続する。また、発動と同時に体力も完全回復するため、回復アイテムというものが存在しない本作において重要な回復手段となる。